# Musée des Arts décoratifs (Paris)

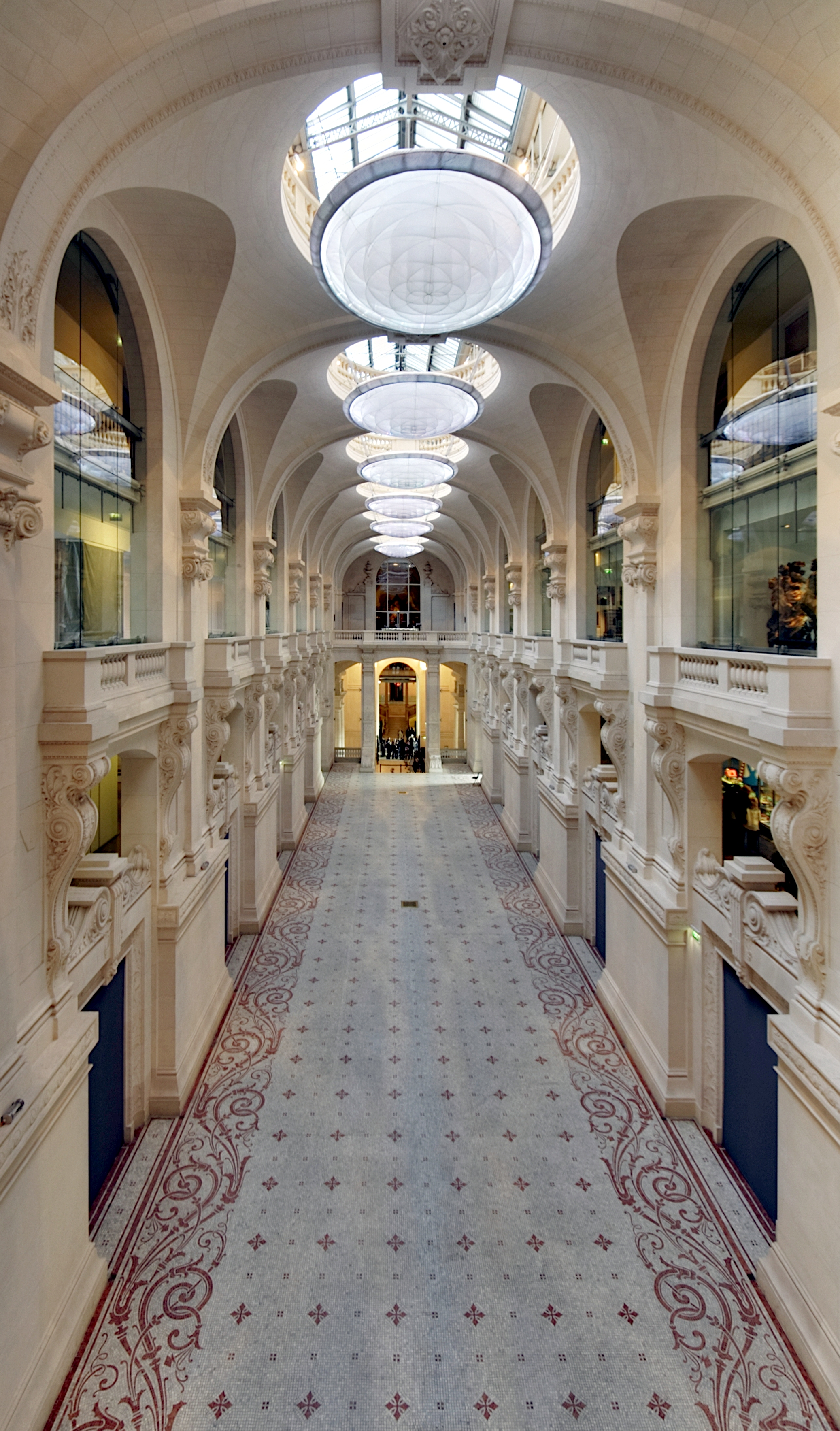
Blick in den Innenhof des Museums

Das Musée des Arts décoratifs (MAD) ist ein Kunstgewerbemuseum in Paris. Es erstreckt sich über den nördlichen Flügel des Louvrepalastes bis zum Marsan-Pavillon im äußersten Nordwesten. Nach einem Umbau durch den Architekten Gaston Redon wurde es am 29. Mai 1905 eröffnet. Seine Gründung geht auf die Initiative des Vereins Les Arts Décoratifs zurück, der sich der Förderung der dekorativen Künste Frankreichs verschrieben hat und auch heute noch das Museum betreibt. Organisatorisch dem MAD angegliedert ist das Museum Nissim de Camondo für großbürgerliche Wohnkultur sowie die private Schule für Innenarchitektur École Camondo.

## Geschichte

Plan des Louvrepalastes. Dunkelblau: Pavillon de Marsan, Orange: Marsan-Flügel

### Das Gebäude
Das Museum befindet sich im Nordflügel des Louvrepalastes und ist über einen eigenen Eingang an der Rue de Rivoli im Rohan-Pavillon zugänglich. Es nimmt fast den gesamten Marsan-Flügel ein, erstreckt sich bis zum Marsan-Pavillon im äußersten Nordwesten und umfasst nahezu 9000 m² in neun Stockwerken.
1806 nahmen die Architekten Charles Percier und Pierre-François-Léonard Fontaine auf Veranlassung von Napoleon Bonaparte den Bau des Marsan-Flügels in Angriff, der den Palais des Tuileries, parallel zur Grande Galerie im Süden, mit dem alten Louvrepalast verbinden sollte. Der Pavillon de Marsan diente dabei als Verbindungsstück zwischen Tuilerienpalast und Marsan-Flügel und bildet damit bis heute das Gegenstück zum Pavillon des Flores. Zur Zeit des Zweiten Kaiserreichs dauerten die Arbeiten an. Napoléon III. konnte den Nouveau Louvre schließlich 1857 einweihen. Bei dem Aufstand der Pariser Kommune 1871 wurden der Marsan-Pavillon sowie der Marsan-Flügel durch Brand stark zerstört, jedoch zwischen 1875 und 1878 wiedererrichtet.

### Das Museum
Die Geschichte des Museums ist eng mit der des Vereins Les Arts Décoratifs verbunden: Dieser wurde 1864 als Union centrale des Beaux Arts appliqués à l'industrie nach dem Modell des South Kensington Museums von Industriellen gegründet. Schon nach wenigen Monaten war eine kleine Sammlung entstanden und in zwei privaten Räumen wurde ein erstes kleines Museum mit angeschlossener Bibliothek eröffnet. 1875 zogen das Museum und die Bibliothek an die Place des Vosges. Sie waren jeden Tag bis spät abends kostenlos geöffnet und richteten sich vor allem an Künstler und Arbeiter, die hier auch nach der Arbeit die Möglichkeit haben sollten, das Museum oder die Bibliothek zu nutzen. 1882 schloss sich die Union centrale der Industriellen mit der von Aristokraten und Politikern gegründeten Société du musée des Arts décoratifs zur Union centrale des Arts décoratifs (UCAD) zusammen. Gemeinsam fingen sie an, nach einem geeigneten Ort für ein zukünftiges Kunstgewerbemuseum zu suchen. Nachdem der Senat den Quai d’Orsay endgültig als möglichen Standort abgelehnt hatte, fiel die Wahl schon Anfang der 1890er Jahre auf den Pavillon de Marsan. 1898 überließ der französische Staat der UCAD den Marsan-Flügel und -Pavillon für 15 Jahre ab dem Datum der Eröffnung. Der Umbau und die Einrichtung des Museums lagen in der Verantwortung der UCAD. Nach Ablauf des Vertrages sollte die gesamte Sammlung in den Besitz des Staates übergehen. Nach einiger Verzögerung – geplant war eine Eröffnung parallel zur Weltausstellung 1900 – konnte 1904 die Bibliothek und am 29. Mai 1905, in Anwesenheit des französischen Präsidenten Émile Loubet, das Museum eröffnet werden. Von 1938 bis zum Ende der deutschen Besetzung Frankreichs 1944 war das Museum geschlossen, und die Objekte wurden zur Sicherheit in die Schlösser der Loire verbracht.
In den 1950er Jahren war der Hauptsaal für Sonderausstellungen reserviert. In den umliegenden Sälen war die Sammlung des 19. und 20. Jahrhunderts ausgestellt, darunter ein kleiner Raum im Stil des Jahres 1925. In den höheren Stockwerken war der Rundgang chronologisch, vom Mittelalter bis zum Empire, angelegt. Unter dem Dach befanden sich die Sammlungen ausländischer Objekte. Der Marsan-Pavillon, dessen hohe Räume das Ausstellen der großen persischen und anatolischen Teppiche erlaubten, war der Orient-Sammlung gewidmet.
1978 eröffnete die UCAD das Musée de l'Affiche (ab 1981 Musée de la Publicité, Museum der Werbung), das sich seit 1990 im dritten Stock des Marsan-Flügels befindet.

### Direktoren
(unvollständig)
- 1969–1986: François Mathey
- 1996–1999: Marie-Claude Beaud
- 2000–2013: Béatrice Salmon
- 2013–heute: Olivier Gabet[2]

## Die Sammlungen

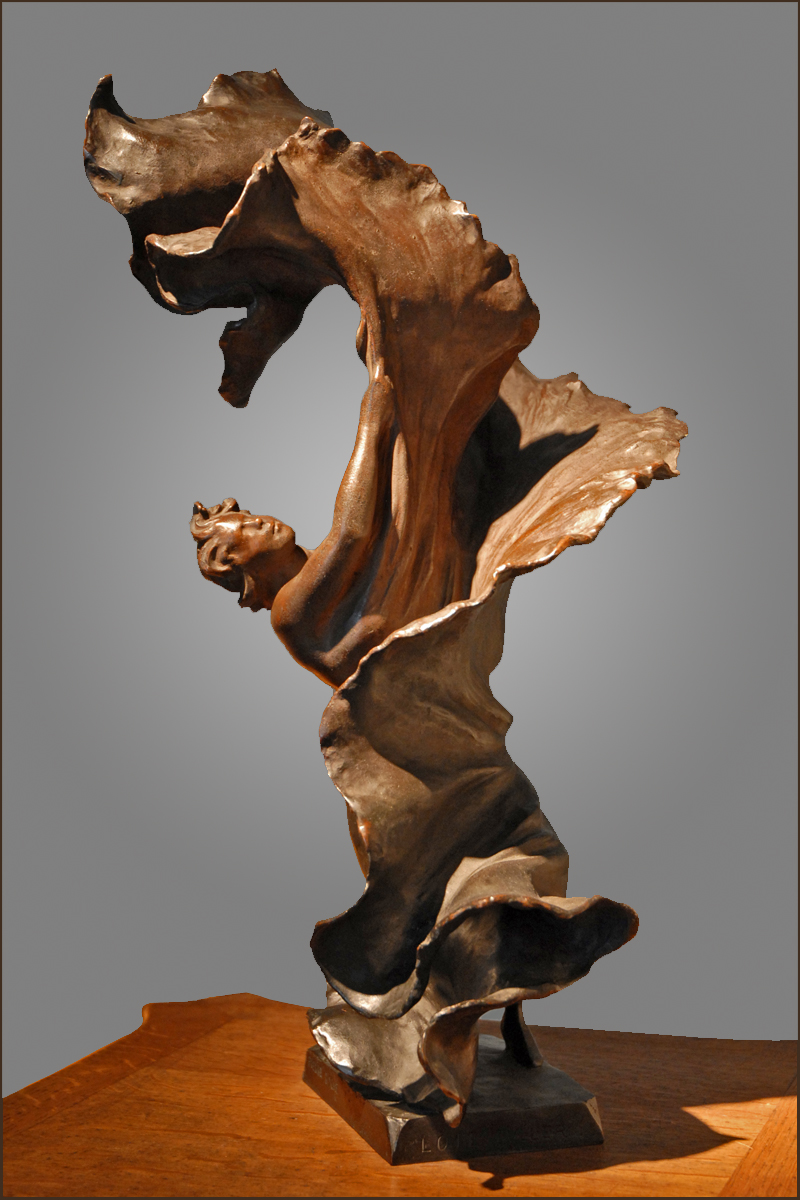
Jugendstil-Statuette Loïe Fullers, von Pierre Roche

### Die Kunstgewerbesammlung
Das Museum beherbergt verschiedene Sammlungen mit insgesamt etwa 150.000 Objekten, von denen etwa 6.000 der Öffentlichkeit präsentiert werden. Die Sammlungen sind in fünf chronologischen Abteilungen (Mittelalter bis Renaissance, 17. bis 18. Jahrhundert, 19. Jahrhundert, Jugendstil bis Art déco, Moderne bis 21. Jahrhundert) und in fünf thematischen Abteilungen (Grafik, Schmuck, Spielzeug, Glas und historische Tapeten) angeordnet. So soll der chronologische Rundgang die Entwicklung der Kunstproduktion unter dem Aspekt des Kunstgewerbes vom Mittelalter bis zum zeitgenössischen Design verdeutlichen: Möbel, Geschirr, Grafik, Goldschmiedekunst, Glaskunst, Keramik, Tapeten, Tapisserien, Malerei und Skulpturen werden gemeinsam präsentiert. Der größte Teil der Sammlung kommt aus Spenden und Vermächtnissen, von denen das Museum seit seiner Gründung profitiert und die damit auch den Geschmack der Sammler im Verlauf der Zeit verdeutlichen.

### Die Schmucksammlung
Die Schmucksammlung des Museums umfasst etwa 4.000 Objekte von der Antike bis zur Moderne, von denen etwa 1.200 dem Besucher präsentiert werden. Die Schmuckgalerie bietet einen Einblick in die Juwelierskunst seit dem Mittelalter bis zur heutigen Zeit. Eine Reihe von Vitrinen zeigt aber auch Schmuck, der aus einfacheren Materialien und ohne Werkzeuge hergestellt worden ist. Die Sammlung bietet repräsentative Stücke des Mittelalters und der Renaissance, ein besonderes Schmuckensemble des 18. Jahrhunderts und eine große Vielfalt an Schmuck des 19. Jahrhunderts. Der Jugendstil-Schmuck wird durch außergewöhnliche Stücke unter anderem von Georges Fouquet (1862–1957) und René Lalique repräsentiert. Der Schmuck des Art déco sowie der 1930er Jahre wird anhand von Stücken von Boucheron oder Cartier vorgestellt. Der Schmuck der 1940er Jahre nimmt einen großen Bereich der Ausstellung ein, eine Seltenheit ist dabei der von Künstlern wie Georges Braque, Alexander Calder, Henri Laurens und Jean Lurçat geschaffene Schmuck. Außerdem sind beispielsweise Stücke von Van Cleef & Arpels, Jar, Chanel, Mellerio und Lorenz Bäumer zu sehen.

### Die Schenkung Dubuffets
1967 entschied sich der Künstler Jean Dubuffet, seine private Sammlung, bestehend aus 21 Gemälden, sieben Skulpturen und 132 Zeichnungen, dem Museum zu vermachen. Sie reflektiert die Vielfältigkeit seines Lebenswerkes. Die Schenkung wird in wechselnder Ausstellung in einem separaten Bereich gezeigt.

### Die Spielzeugsammlung
Die Spielzeugsammlung des Museums, begonnen 1905, zählt heute über 12.000 Spiele und Spielzeuge von der Mitte des 19. Jahrhunderts bis in die Gegenwart. Sie entstand aus zahlreichen Schenkungen von Liebhabern und Sammlern wie auch Herstellern und Fabrikanten. Sie wird jährlich durch zwei wechselnde thematische Ausstellungen der Öffentlichkeit zugänglich gemacht.

### Das Modemuseum
Seit 1986 gibt es das Modemuseum (Musée des Arts de la Mode, heute Musée de la Mode et du Textile), das aus der Allianz der UCAD mit der Union française des arts du costume (Ufac) entstand. Heute präsentiert es sich im ersten und zweiten Stock des Marsan-Flügels und hat 60.000 Objekte in seinem Bestand. 1996 schloss das Museum für zehn Jahre, um im Rahmen des Projektes Grand Louvre des damaligen französischen Präsidenten François Mitterrand vollständig renoviert und neu hergerichtet zu werden. 2002 konnte die Bibliothek wieder eröffnet werden, 2004 – im Jahr der Umbenennung der UCAD in Les Arts Décoratifs – kam die Schmuckgalerie hinzu, im September 2006 öffnete schließlich als letztes das erneuerte Musée des Arts décoratifs seine Tore für die Besucher.